# Toripalpus breviornatalis
Toripalpus breviornatalis är en fjärilsart som beskrevs av Augustus Radcliffe Grote 1878. Toripalpus breviornatalis ingår i släktet Toripalpus och familjen mott. Inga underarter finns listade i Catalogue of Life.